# Autosegment A
Autosegment A – klasa samochodów osobowych, do której zalicza się najmniejsze pojazdy na rynku.

## Charakterystyka
Do autosegmentu A zaliczane są najmniejsze samochody, służące głównie do jazdy w mieście. Mają one niewielki bagażnik i bardzo ograniczone miejsce dla pasażerów z tyłu. Długość samochodów w tej klasie wynosi najczęściej około 3,5 m, a moc silnika nie przekracza 70 KM. Zazwyczaj mają one jedną lub dwie pary drzwi, jednocześnie mając dwa rzędy siedzeń. Kilka razy w historii tego segmentu pojawiły się także samochody z jednym rzędem - Smart Fortwo, Toyota iQ oraz Suzuki Twin.
Czasami wyróżnia się w tej klasie grupę mikrosamochodów, których długość nie przekracza zwykle 3 metrów, a ich napęd stanowią silniki małolitrażowe o pojemności od 50 cm³ do 1000 cm³. 

## Reprezentanci
W Europie do segmentu A najczęściej zalicza się hatchbacki, rzadziej crossovery. W Japonii wykształciła się także liczna reprezentacja minivanów, a nawet samochodów dostawczych i kabrioletów (razem określanych lokalnie mianem kei car), z kolei w Indiach - sedanów. 

## Przykładowe modele
- Chevrolet Spark
- Fiat 500
- Polski Fiat 126p
- Fiat Panda
- Ford Ka
- Kia Picanto
- Opel Agila
- Opel Adam
- Peugeot 108
- Renault Twingo
- SEAT Mii
- Škoda Citigo
- Smart Fortwo
- Toyota Aygo
- Toyota iQ
- Volkswagen up!

## Inne
Sedany:
- Chevrolet Beat NB
- Honda Amaze
- Hyundai Grand i10

Crossovery:
- Suzuki Ignis
- Renault Kwid

Terenowe:
- Mitsubishi Pajero Mini
- Suzuki Jimny

Minivany:
- Nissan Dayz
- Suzuki Wagon R

Kabriolety:
- Daihatsu Copen
- Honda Beat
- Honda S660
- Suzuki Cappuccino